# Pseudophoxinus maeandricus
Pseudophoxinus maeandricus é uma espécie de peixe actinopterígeo da família Cyprinidae.
Apenas pode ser encontrada na Turquia.
Os seus habitats naturais são: rios e lagos de água doce.
Está ameaçada por perda de habitat.